# Марица (станция)
Марица — остановочный пункт Московской железной дороги на линии Арбузово-Льгов. Расположена в селе (Марица Льговского района Курской области.

## История
Станция Марица, как и многие станции Курской области, была открыта в 1897 году при строительстве железной дороги
Арбузово-Льгов. Заработала станция в том же 1897 году.

## Движение поездов

### Пригородные поезда
Пригородное сообщение осуществляется по направлением:
Арбузово-Льгов
Комаричи-Льгов
Льгов-Орел